# Gun Carrier
Gun Carrier Mark I — самоходная гаубица Великобритании времён Первой мировой войны на основе первого в мире танка Mark I. Первая самоходно-артиллерийская установка в мире. Была спроектирована инженером Майклом Греггом.

## Конструкция
Корпус танка Mark I претерпел несколько изменений: он получил более приземлённую форму.
5- или 6-дюймовое орудие располагалось в передней части танка. Гаубица имела колёсный лафет, при установке орудия на САУ колёса демонтировались и размещались на бортах корпуса танка.
За громоздким орудием, над задней частью танка возвышалась большая надстройка, в которой располагался 105-сильный двигатель Foster-Daimler.

### Gun Carrier Mark II
Другой вариант на основе танка Mark II. В данном случае орудие размещалось сзади. В серийное производство САУ не пошла.

### Модификация с установкой кран-балки
Две САУ были переоборудованы: они были оснащены паровыми двигателями и специальными кранами. Использовались при строительстве и буксировки завязших танков.

## Эксплуатация
Использовались во время Первой мировой войны как машины снабжения и для транспортировки солдат. САУ были собраны в две группы по 24 машины.
В боях не участвовали, однако одна машина подорвалась на мине. Другие 16 экземпляров получили повреждения при буксировке подорвавшейся САУ.

## Галерея

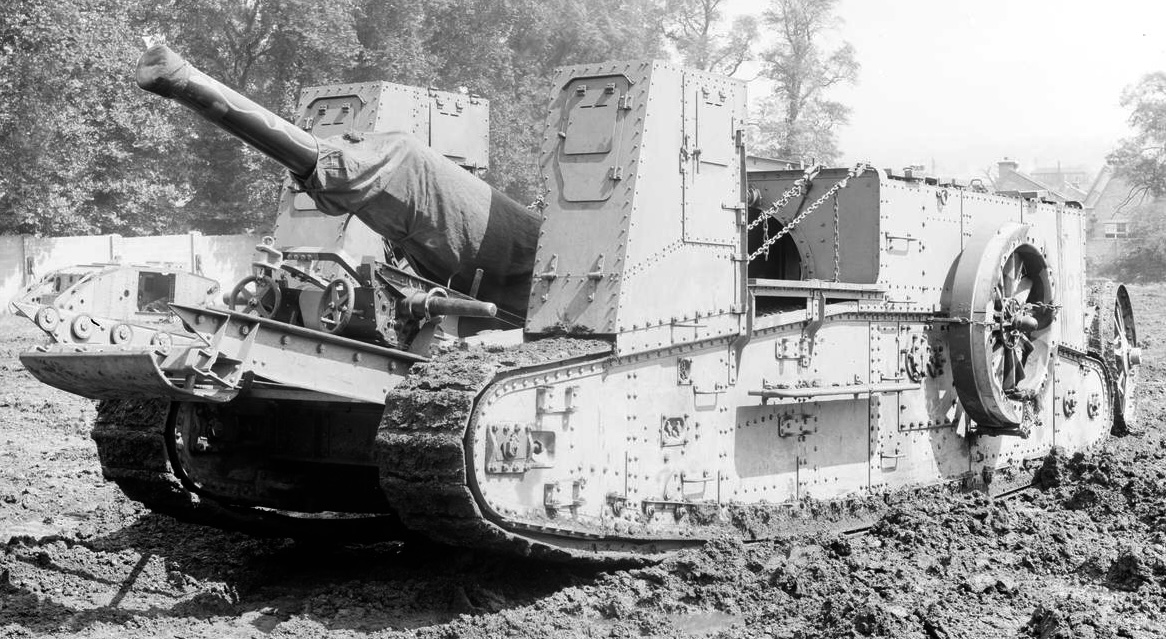
Вид спереди. На фото отчётливо видна 60-фунтовая гаубица
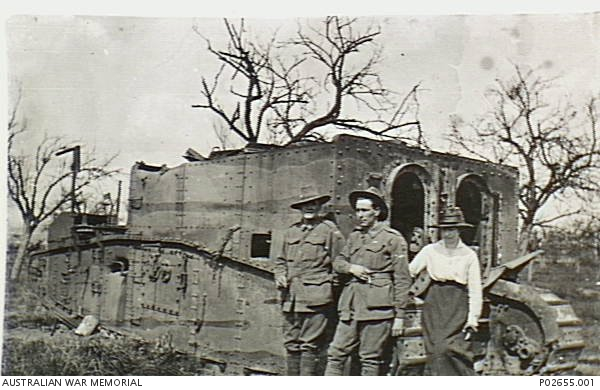
Вид сзади